# 통일과진보 위원회
통일과 진보 위원회(İttihat ve Terakki Cemiyeti)는 오스만 제국 말기에 활동하였던 정치조직이다. 1908년에 청년 튀르크인 혁명을 주도했고, 또한 제1차 세계대전을 전후해 1913년부터 1918년까지는 내각을 짜서 정권을 쥐었다.
통일과 진보 위원회라는 이 조직의 이름은 영어 조직명의 첫 글자를 따서 「CUP」, 터키어로는 첫째 단어를 따서 「튀하트İttihatçı」(통일파)로 불린다.

## 비밀결사 시대
통일파는 1878년에 공포되고 2년도 안 되어 오스만 제국 헌법(미드하트 헌법)이 폐지되고 서양식 학교에서 교육을 받게 된 신진 청년 엘리트들 사이에서 일어난 헌정 부활을 목표로 하는 운동(청년 튀르크인 운동) 가운데 생겨냈다. 1889년, 이스탄불의 군의관 학교에서 배운 군의학도 이브라힘 티모는 친구들과 함께 「오스만 통일」이라는 조직을 결성하고 청년 튀르크당 운동을 펼쳐 나간다. 「통일과 진보 위원회」의 조직명은 1890년 무렵에 티모의 조직이 사용하게 되었던 것으로 보인다. 그들은 몰래 찬동자를 모았고, 군의학교 뿐 아니라 정부 관료나 군대 장교들도 참가하기에 이른다.
이브라힘 티모의 조직은 헌정을 정지하고 전제정치를 행하던 술탄 압뒬하미트 2세의 스파이망에 적발되고, 이스탄불에서의 활동은 곤란을 겪었다. 탄압을 피해 국외로 탈출한 운동 참가자들 일부는 1894년에 파리에서 아흐메트 루자를 중심으로 규합해 해외활동을 주로 하며 이스탄불의 그룹와는 별개의 활동을 개시하였다. 「통일과 진보 위원회」의 이름을 정식으로 사용하게 된 것도 이 파리 그룹이었다. 나아가 이스탄불 겔프가 1897년에 정부 탄압으로 괴멸적 타격을 입고 활동가의 대부분이 지방이나 해외로 퍼져 있어 통일파의 조직과 노선은 통일되지 못한 채 전제주의 체제 타도라는 공통의 목적 아래 조직을 넓혀갔다.
1906년 통일파 계열의 활동가를 중심으로 살로니카(지금의 그리스령 데살로니카)에서 결성된 「오스만 자유위원회」가 오스만 제국령 안에서 급속도로 조직을 성장시켜 나갔다. 지방 관리나 살로니카에 주둔하고 있던 육군 제3군 장교들까지 이들 조직에 대거 가담했고, 우체국 직원 타라트 파샤(훗날 수상이 되는)가 주도해 제말 파샤(훗날의 해군원수), 엔베르 파샤(훗날의 육군원수) 등 훗날 통일파 정권의 최고 간부가 되는 인물들이 대거 참가한 이 조직은 훗날 무스타파 케말(훗날 터키 공화국 초대 대통령이 된다)도 가입하게 된다.
타라트는 해외의 「청년 튀르크인」 그룹 가운데 아흐메트 루사의 그룹과 접촉해 1907년에 「오스만 자유위원회」가 「통일과 진보 위원회」의 살로니카 조직이 되는 것으로 양자간 합일이 이루어졌다.
이듬해인 1908년에 살로니카의 「통일과 진보 위원회」 멤버를 중심으로 하는 제3군이 쿠데타를 일으켜 청년 튀르크인 혁명을 성공시켰다.